# Greta Keller
Greta Keller, född den 8 februari 1903 i Wien, död den 4 februari 1977 i New York, var en österrikisk kabaretsångerska och aktris, samtida med Zarah Leander och Marlene Dietrich och artistiskt jämförd med den sistnämnda.
Efter sång- och dansutbildning inledde hon en karriär som radio- och grammofonsångerska. I Berlin kom hon också att samarbeta med Peter Kreuder.
Det har sagts om Greta Keller, att hon hade en mikrofonteknik som överglänste de flestas. 
Det ska ses i belysning av att mikrofonens tillkomst och utveckling tidsmässigt följde hennes karriär. 
Vid andra världskrigets utbrott bosatte hon sig i New York. Hon återvände efter krigsslutet och nådde stor framgång i Europa med sin show Chez Greta.
1960-1961 var hon tillbaka i New York, där hennes framträdanden på Waldorf Astoria rosades av kritikerna.